# ストレートパーマ
ストレートパーマは、パーマネントウエーブ（パーマ）の技術で扱う化学反応を利用して、ウエーブスタイルをストレートスタイルに移行する技術の呼び名。
パーマ技術などによって人工的に作られたウエーブはほぼ完全に取り去ることが出来るが、「天然パーマ」と呼ばれる縮毛（くせ毛）に対しての施術はその性質から特有の工程を踏むことが多く、これを特に分けて縮毛矯正と呼ぶ。